# Парламент Бутану
Парламент Бутану — двопалатний законодавчий орган, який змінив однопалатний Цогду (Національна асамблея) в 2007 році. Перші депутати отримали мандати в 2008 році після перших національних виборів.

## Цогду
Цогду існував з 1953 по 2008 рік і був дорадчим органом. У його склад входило 105 членів, що обирались зборами сільських старост; 12 представників-лам від буддистського монастирського духовенства та 33 депутати, яких призначав король з числа міністрів та вищих чиновників.

## Склад
- Нижня палата — Національна асамблея, 47 депутатів обираються населенням.
- Верхня палата — Національна рада, 20 депутатів обираються населенням, 5 депутатів призначаються королем Бутану. Вимогою до депутатів є наявність вищої освіти.